# Rita Pavone
Rita Pavone (* 23. srpna 1945 Turín, Itálie) je italská zpěvačka a herečka. Jedná se o jednu z hvězd italské populární hudby 60. let 20. století, která posluchače a diváky zaujala především svým velkým temperamentem a mladistvou rozpustilostí. Úspěšně vystupovala i mimo Itálii např. v Německu či v USA. V prosinci 1967 v rámci turné Cantagiro italských zpěváků (Massimo Ranieri) také v pražské Lucerně.
Od konce 70. let její popularita a pěvecká aktivita postupně klesla až na minimum, později se věnovala také práci herečky a stáhla se částečně do soukromí.

## Diskografie

### Italská
- Rita Pavone (1963, vydáno na CD v roce 2003)
- Non è facile avere 18 anni (1964)
- Il giornalino di Gianburrasca (1965)
- Stasera Rita (1965)
- È nata una stella (1966, compilace)
- Ci vuole poco (1967)
- Little Rita nel West (1968)
- Rita 70
- Viaggio a Ritaland (1970)
- Gli Italiani vogliono cantare (1972)
- Rita ed io (1976)
- R.P. (1980)
- Gemma e le altre (1989)

### Americká
- Rita Pavone - The international teen age sensation (1964)
- Small Wonder (1964)
- This is Rita Pavone (1965)

### RCA singly 1963–1968
- "La Partita di Pallone /Amore Twist" (1963)
- "Come te non c'è nessuno/Clementine Cherie" (1963)
- "Alla mia età /Pel di carota"
- "Cuore/Il Ballo del Mattone" (1963)
- "Non è facile avere 18 anni / Son finite le vacanze" (1964)
- "Che m'importa del mondo /Datemi un martello" (1964) (cover of "If I had a hammer")
- "Scrivi/ Ti vorrei parlare" (1964)
- "L'amore mio / San Francesco" (1964)
- "Viva la pappa col pomodoro /Sei la mia mamma" (1965)
- "Lui/La forza di lasciarti" (1965)
- "Il Plip /Supercalifragilispiespiralidoso" (1965)
- "Stasera con te /Solo tu" (1965)
- "Il geghegè / Qui ritornerà" (1965)
- "Fortissimo /La sai troppo lunga" (1966)
- "Mamma dammi la panna / Col chicco" (1966)
- "La zanzara / Perchè due non fa tre" (1966)
- "Dove non so / Gira Gira" (1966)
- "Una notte intera /Questo nostro amore" (1967)
- "Una notte intera" promo jolly hotels
- "I tre porcellini/Con un poco di zucchero" (1967)
- "Non dimenticar le mie parole/Da cosa nasce cosa" (1967)
- "Tu sei come / Ma che te ne fai" (1968)